# Savoyeux
Savoyeux ist eine Gemeinde im französischen Département Haute-Saône in der Region Bourgogne-Franche-Comté.

## Geographie
Savoyeux liegt auf einer Höhe von 210 m über dem Meeresspiegel, 16 Kilometer nordöstlich von Gray und etwa 42 Kilometer nordwestlich der Stadt Besançon (Luftlinie). Das Dorf erstreckt sich im Westen des Départements, an leicht erhöhter Lage an einem Prallhang der Saône gegenüber von Seveux.
Die Fläche des 6,14 km² großen Gemeindegebiets umfasst einen Abschnitt des mittleren Saône-Tals. Die östliche und südliche Grenze verläuft stets entlang der Saône, die hier einen großen, nach Süden ausgreifenden Bogen zeichnet und durch eine ungefähr ein Kilometer breite Alluvialniederung fließt. Die Talaue liegt durchschnittlich auf 198 m. Der Fluss ist zur Wasserstraße ausgebaut, wobei die Flussschleife durch den Seitenkanal von Savoyeux (mit einem Tunnel unter dem Plateauausläufer) abgeschnitten wird. Im Bereich von Savoyeux ist das Flussbett deshalb in naturnahem Zustand belassen. 
Vom Flusslauf erstreckt sich das Gemeindeareal über die Talniederung bis auf die Höhe von Savoyeux. Diese bildet den Ausläufer des westlich an das Saônetal angrenzenden Plateaus. Es besteht aus einer Wechsellagerung von kalkigen und sandig-mergeligen Sedimenten der oberen Jurazeit. Auf dem Plateau, das auf 220 m liegt, herrscht landwirtschaftliche Nutzung vor. Nach Nordwesten reicht der Gemeindeboden in das Waldgebiet der Grands Bois, in dem mit 244 m die höchste Erhebung von Savoyeux erreicht wird.
Zu Savoyeux gehört die Siedlung Port de Savoyeux (198 m) in der Saône-Niederung. Nachbargemeinden von Savoyeux sind Vaite und Membrey im Norden, Seveux im Osten, Motey-sur-Saône und Mercey-sur-Saône im Süden sowie Autet im Westen.

## Geschichte
Das Gemeindegebiet von Savoyeux war schon sehr früh besiedelt. Die frühesten Zeugnisse der Anwesenheit des Menschen stammen aus dem Paläolithikum. Gegen Ende der Bronzezeit bestand hier eine Siedlung. Fundstücke aus einem Tumulus werden auf die Zeit um 450 v. Chr. datiert. Das gallische Oppidum namens Sabodium kam 58 v. Chr. unter römische Herrschaft. Danach existierte bis ins 5. Jahrhundert dank der Nähe zu Segobodium (Seveux) eine Siedlung.
Urkundlich erwähnt wird Savoyeux in der Zeit um das Jahr 1000. Im Lauf der Zeit wandelte sich die Schreibweise von Sevaou über Savoyeul und Savoyeulx zur heutigen Bezeichnung. Im Mittelalter gehörte Savoyeux zur Freigrafschaft Burgund und darin zum Gebiet des Bailliage d’Amont. Bis 1120, als zwei separate Pfarreien gegründet wurden, gehörten Savoyeux und Seveux eng zusammen. Danach war Savoyeux im Besitz der Herren von Autrey. Zusammen mit der Franche-Comté gelangte das Dorf mit dem Frieden von Nimwegen 1678 definitiv an Frankreich. Heute ist Savoyeux Mitglied des 42 Ortschaften umfassenden Gemeindeverbandes Communauté de communes des Quatre Rivières.

## Sehenswürdigkeiten
Die Kirche Saint-Cyr-et-Sainte-Juliette wurde im 18. Jahrhundert neu erbaut, wobei die Seitenkapellen Sainte-Catherine (15. Jahrhundert) und Notre-Dame (16. Jahrhundert) sowie der Chorraum des Vorgängerbaus erhalten blieben. Die Kirche beherbergt einen bemerkenswerten Altar (18. Jahrhundert) und bedeutenden Glasmalereien. Drei Calvaires stammen aus dem 19. Jahrhundert. Das ehemalige Schloss mit hexagonalem Turm (15. Jahrhundert) befindet sich heute in Privatbesitz und ist für die Öffentlichkeit nicht zugänglich.

## Bevölkerung
| Jahr                       | 1962 | 1968 | 1975 | 1982 | 1990 | 1999 | 2010 |
| Einwohner                  | 320  | 281  | 242  | 245  | 230  | 204  | 223  |
| Quellen: Cassini und INSEE |      |      |      |      |      |      |      |

Mit 195 Einwohnern (1. Januar 2022) gehört Savoyeux zu den kleinen Gemeinden des Département Haute-Saône. Nachdem die Einwohnerzahl während des 20. Jahrhunderts deutlich abgenommen hatte (1901 wurden noch 483 Personen gezählt), wurde zu Beginn des 21. Jahrhunderts eine erneute Zunahme der Bevölkerung verzeichnet.

## Wirtschaft und Infrastruktur
Savoyeux war lange Zeit ein vorwiegend durch die Landwirtschaft (Ackerbau, Obstbau und Viehzucht) geprägtes Dorf. Bedeutend für das wirtschaftliche Leben war seit Mitte des 19. Jahrhunderts eine Papierfabrik, die noch heute existiert, aber nur noch etwa 20 Personen beschäftigt. Daneben gibt es verschiedene Betriebe des lokalen Kleingewerbes, vor allem in den Branchen Holzverarbeitung und Feinmechanik. In den letzten Jahrzehnten hat sich das Dorf zu einer Wohngemeinde gewandelt. Viele Erwerbstätige sind deshalb Wegpendler, die in den größeren Ortschaften der Umgebung ihrer Arbeit nachgehen. Savoyeux ist Standort eines Yachthafens.
Die Ortschaft liegt abseits der größeren Durchgangsachsen. Die Hauptzufahrt erfolgt von der Departementsstraße, die von Dampierre-sur-Salon nach Seveux führt. Weitere Straßenverbindungen bestehen mit Membrey und Mercey-sur-Saône. Savoyeux besitzt einen Bahnhof an der stillgelegten Eisenbahnlinie von Vesoul nach Gray.